# Gaglianico

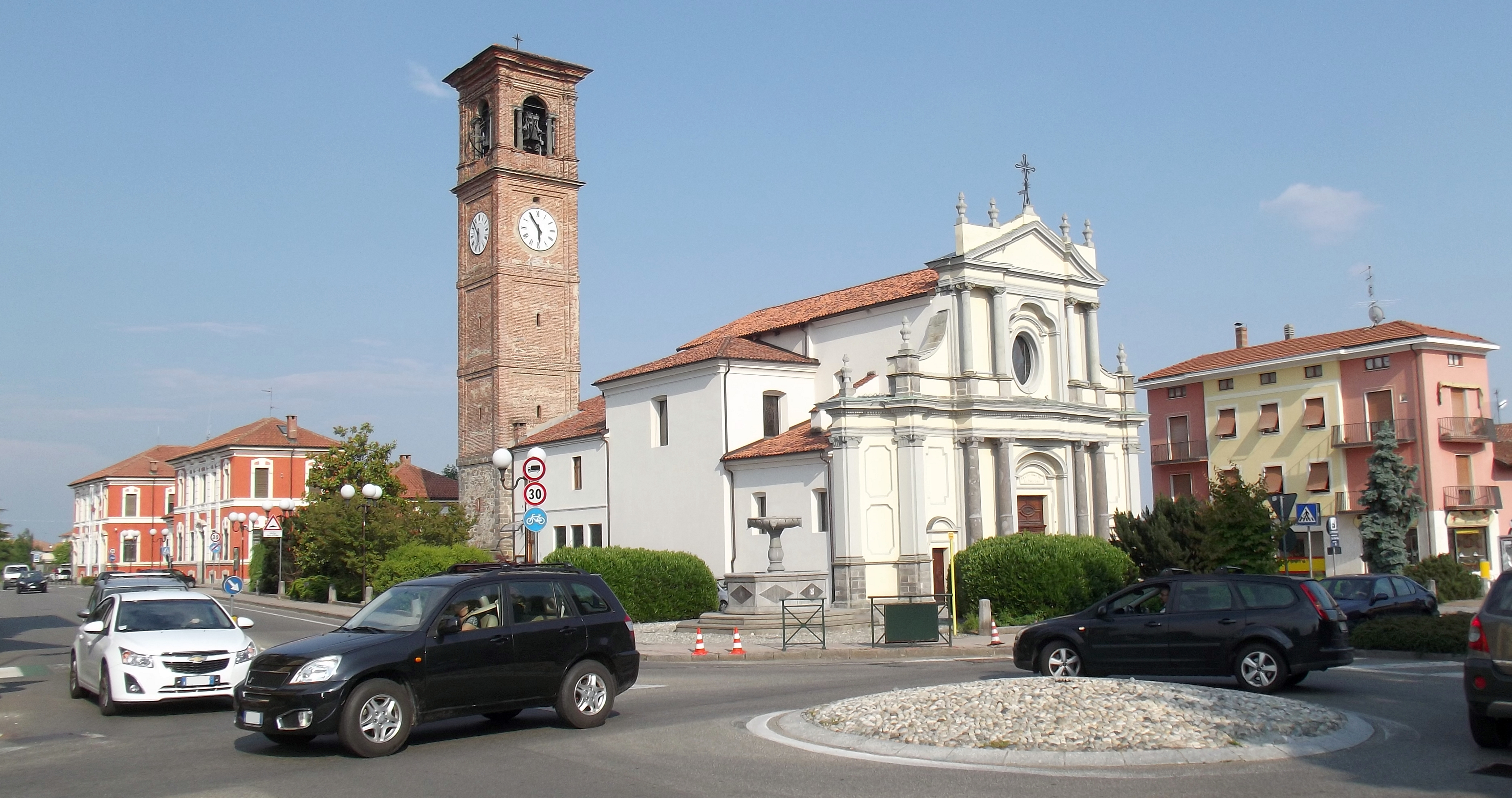
Panorama

Gaglianico es una localidad y comune italiana de la provincia de Biella, región de Piamonte, con 3.935 habitantes.

## Evolución demográfica
| Gráfica de evolución demográfica de Gaglianico entre 1861 y 2001 |
|                                                                  |
| Fuente ISTAT - elaboración gráfica de Wikipedia                  |